# クラウドキャッチャー
クラウドキャッチャーは、アンテポスト株式会社が開発・運営するオンラインクレーンゲームである。2015年10月16日にサービスを開始した。

## 概要
インターネットを通じて、スマホアプリやウェブブラウザから本物のクレーンゲームを遠隔操作する事ができるオンラインクレーンゲームアプリ。課金やログインボーナスで手に入れたポイントでクレーンゲームを操作し、景品を獲得すると、実際に自宅に送られてくる。
オンラインクレーンゲームのサービスの中では数少ない完全自社開発・自社運営のサービス。
2021年3月22日に日本オンラインクレーンゲーム事業者協会（JOCA）の発足と共に協会に加入。JOCA認証サービス（認証番号：009-22-009-01）

## 沿革
- 2015年9月　東京ゲームショウ　楽天コミュニケーションズ株式会社ブース内　に出展
- 2015年10月16日　クラウドキャッチャーが楽天アプリ市場で提供開始
- 2016年4月14日　クラウドキャッチャー PC版提供開始
- 2016年4月14日　クラウドキャッチャー iOS版提供開始
- 2016年5月17日　クラウドキャッチャー Google Play版提供開始
- 2016年6月16日　クラウドキャッチャー auスマートパス版提供開始[1]（現在提供終了）
- 2016年9月17日　東京ゲームショウ　楽天コミュニケーションズ株式会社ブース内　に出展[2]
- 2017年2月17日　静岡エリアにて名倉潤を起用したTVCM放映開始[3]
- 2021年11月22日　千葉県流山市に移転（増台・増床）
- 2022年6月23日　オンラインクレーンゲームの最強プレイヤーを決める大会「オンクレNo.1決定戦[4]」を開催
- 2023年9月1日　同エリア内の別の建物に移転（増台・増床）